# Trampa cazabobos

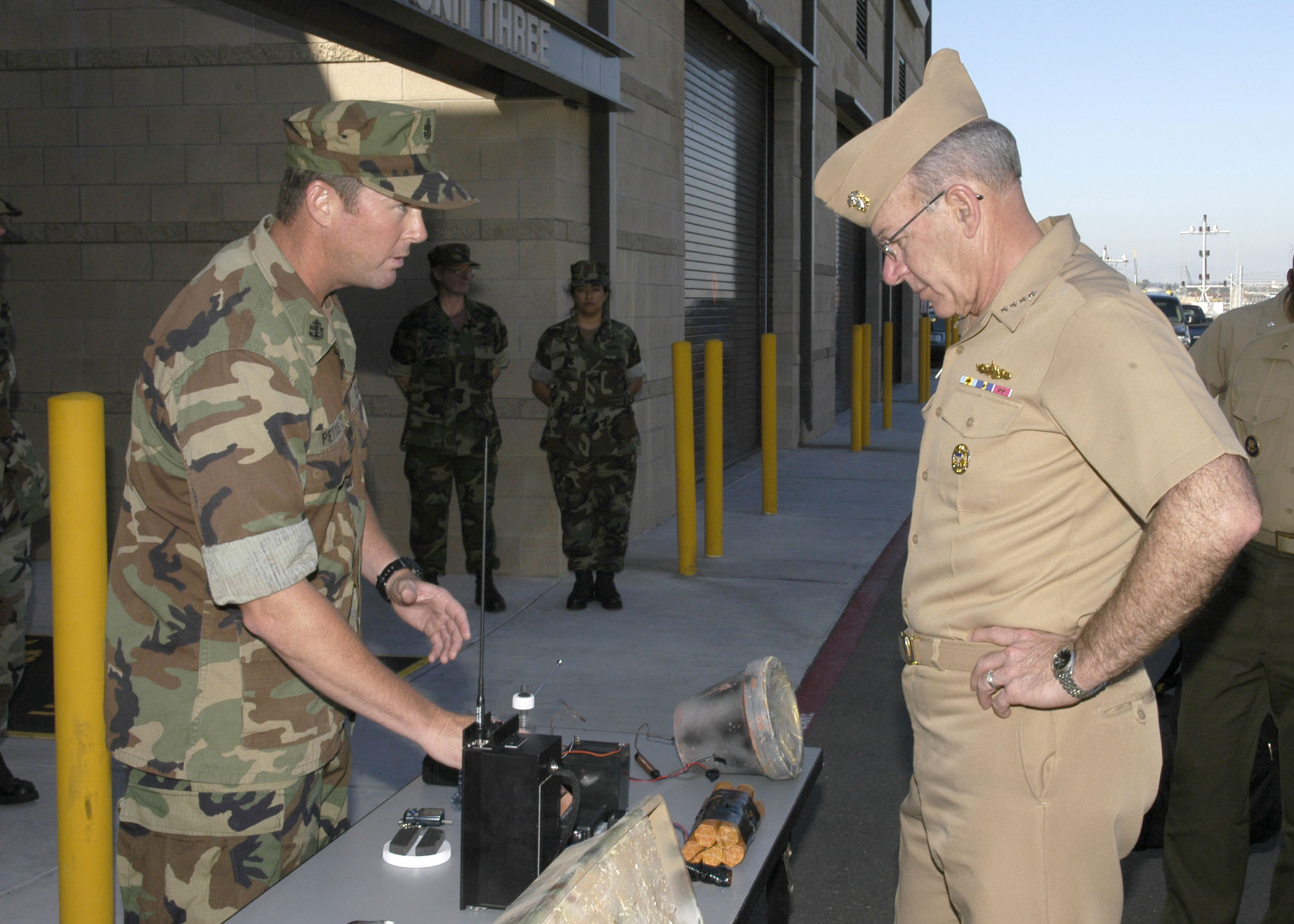
Un soldado exhibe ante un oficial una trampa cazabobos.

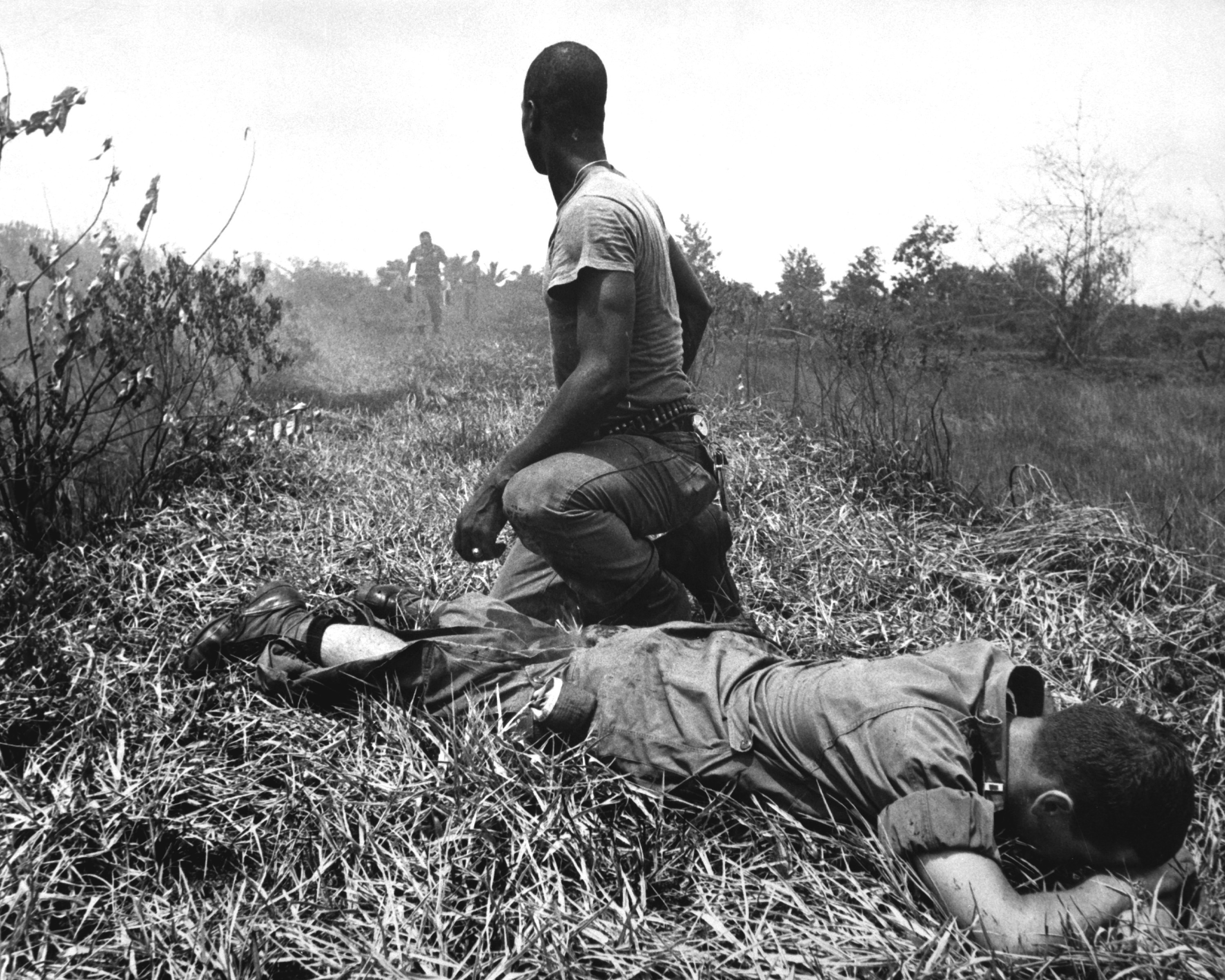
Un soldado herido por una trampa cazabobos en Vietnam

Trampa cazabobos es un término técnico militar que identifica a aquellos dispositivos explosivos camuflados como objetos inocentes, que sirven para atraer la atención de un objetivo y eliminarlo cuando lo manipule. Son comúnmente usadas por las fuerzas armadas y gran parte del entrenamiento de un soldado profesional (comando) se destina a fabricar y a discernir las trampas cazabobos y las trampas ocultas.
Estos artilugios bélicos son usados desde la Primera Guerra Mundial, sobre todo para contaminar el territorio durante los repliegues, en previsión de la llegada de tropas enemigas. También son utilizados en formas de terrorismo. Se consideran un tipo de guerra sucia. Las trampas cazabobos alcanzaron su máxima expresión en la Guerra de Vietnam, la de Afganistán y especialmente en la Guerra de Irak donde han cobrado la vida de cientos de soldados estadounidenses.
Un vehículo en buen estado abandonado, una mochila, una prenda, un animal doméstico llamativo, un cadáver o cualquier cosa a las que se les adhiere un mecanismo con explosivos pueden ser perfectamente empleados como trampas cazabobos. También se han usado los retratos de líderes nacionales, por la costumbre de los soldados enemigos de disparar contra estos objetos. 
Con cierta frecuencia se ha acusado a algunas naciones de fabricar estas trampas en forma de juguete, con vistas a mutilar a niños de la población insurgente y minar la moral.
Las trampas cazabobos difieren de las trampas utilizadas por comandos (Trampas antipersonales) en que es necesario manipularlas para que estallen. Las trampas ocultas pueden ser activadas con solo caminar (minas de presión) o rozar un alambre, hilo o algún elemento natural, usando granadas.

## Origen
Las trampas cazabobos además de matar o mutilar dejan claro la estupidez o ingenuidad de la víctima.
Aproximadamente en 1590, la palabra comenzó a aparecer en el idioma inglés como booby, que significa "persona estúpida, pájaro lento". El ave marina en cuestión es del género Sula y su nombre común es pájaro bobo. Estas aves tienen patas grandes y planas y envergaduras amplias para los hábitats marinos, pero son torpes y lentas en tierra, lo que las hace fáciles de atrapar. Las aves también son conocidas por aterrizar a bordo de embarcaciones marítimas, después serían devoradas por la tripulación.
La frase trampa explosiva se aplicaba originalmente a las bromas de los escolares, pero adquirió una connotación más siniestra durante la Primera Guerra Mundial. El término "trampa explosiva" da lugar a la idea de que un individuo con la desgracia de quedar atrapado en la trampa lo hace porque el individuo es un "explosivo", o que un individuo que está atrapado en la trampa se convierte así en un "explosivo".

## Efectos
Además de la obvia capacidad de las trampas explosivas para matar o herir, su presencia tiene otros efectos como:
- Desmoralizar a los soldados mientras las trampas explosivas matan o mutilan a los compañeros.
- Mantener a los soldados continuamente estresados, sospechosos e incapaces de relajarse porque les resulta difícil saber qué áreas, edificios u objetos son seguros.
- Ralentizar el movimiento de tropas ya que los soldados se ven obligados a barrer áreas para ver si hay más trampas cazabobos.
- Hacer que los soldados sean cautelosos en lugar de agresivos y confiados.
- Crear áreas prohibidas (reales o imaginarias), después de que una trampa explosiva haya matado o herido a alguien.
- Hacer que una patrulla o un pelotón tenga que detenerse para hacer frente a las bajas, lo que ralentiza y retrasa a esas tropas.
- Crear confusión y desorientación como preludio de una emboscada.

## Uso a lo largo de la historia
Un tipo de trampa explosiva fue mencionado en una nota del periódico británico The Times en 1839.
Durante la guerra de Vietnam, las motocicletas fueron manipuladas con explosivos por el Frente de Liberación Nacional, más conocido como el Việt Cộng, y "abandonadas". Los soldados estadounidenses se verían tentados a montar en motocicleta y, por lo tanto, activar los explosivos. Además, la milicia del Việt Cộng manipularía granadas plásticas y las colocarían en chozas que los soldados estadounidenses probablemente quemarían. Otra trampa explosiva popular fue la "granada en lata", una granada con el pasador de seguridad quitado en un contenedor y una cuerda atada, a veces con el mecanismo del fusible modificado para dar una demora mucho más corta que los cuatro a siete segundos típicos. El Việt Cộng los usaban principalmente en las puertas y los conectaban a cables del explosivo improvisado en los caminos de la jungla.
La CIA y los Boinas Verdes contraatacaron colocando trampas explosivas en los suministros de munición del enemigo, en una operación cuyo nombre en código era "Proyecto hijo mayor". El propulsor de un rifle o cartuchos de ametralladora fueron reemplazados por explosivos de alto poder. Al ser disparado, el proyectil saboteado destruiría el arma y mataría o heriría al tirador. Los proyectiles de mortero estaban equipados de manera similar para explotar cuando se dejaban caer por el tubo, en lugar de lanzarse correctamente. Esta munición se volvió a empaquetar cuidadosamente para eliminar cualquier evidencia de manipulación, y los equipos de inserción encubiertos las colocaron en depósitos de municiones enemigas. Una bala saboteada también podría colocarse en un cargador de rifle o en el cinturón de una ametralladora y dejarse en el cuerpo de algún guerrillero del Việt Cộng muerto, en previsión de que sus camaradas recogieran y utilizaran la munición del difunto. En cualquier caso, no se colocaría más de una ronda saboteada, cargador o cinturón de municiones, para reducir las posibilidades de que el enemigo lo encontrara, sin importar cuán diligentemente inspeccionaran sus suministros. Se circularon rumores y documentos falsos para dar la impresión de que los chinos comunistas estaban suministrando al Việt Cộng armas y municiones defectuosas.